# Мемориал памяти погибших в борьбе с терроризмом
Мемориал памяти погибших в борьбе с терроризмом — памятник в центре Грозного.

## Описание
Ансамбль состоит из 38 чёрных камней неправильной формы. На отполированной стороне каждого камня высечены написанные золотом имена погибших в ходе контртеррористической операции в Чечне: милиционеров, представителей духовенства, глав администраций населённых пунктов Чечни. В центре композиции расположен 70-тонный чёрный монолит. У подножия монолита надпись: «Пусть восторжествует справедливость. А. А. Кадыров».
Мемориал был открыт 9 мая 2010 года на площади Ахмата Кадырова. Впоследствии был перенесён на своё нынешнее место — близ мэрии Грозного. Вокруг монумента расположены разбитые надгробные камни (чечен. чурт) с чеченских и ингушских кладбищ. Эти камни были использованы в строительных и дорожных работах в Грозном после депортации чеченцев и ингушей. В 1994 году надгробия использовались при возведении Мемориала жертвам депортации 1944 года. В 2014 году мемориал был демонтирован, а чурты были включены в состав Мемориала памяти погибших в борьбе с терроризмом.
В состав мемориала входят пять камней, на которых высечены имена офицеров и всадников Чеченского конного полка, участвовавшего в Первой мировой войне.

## Галерея

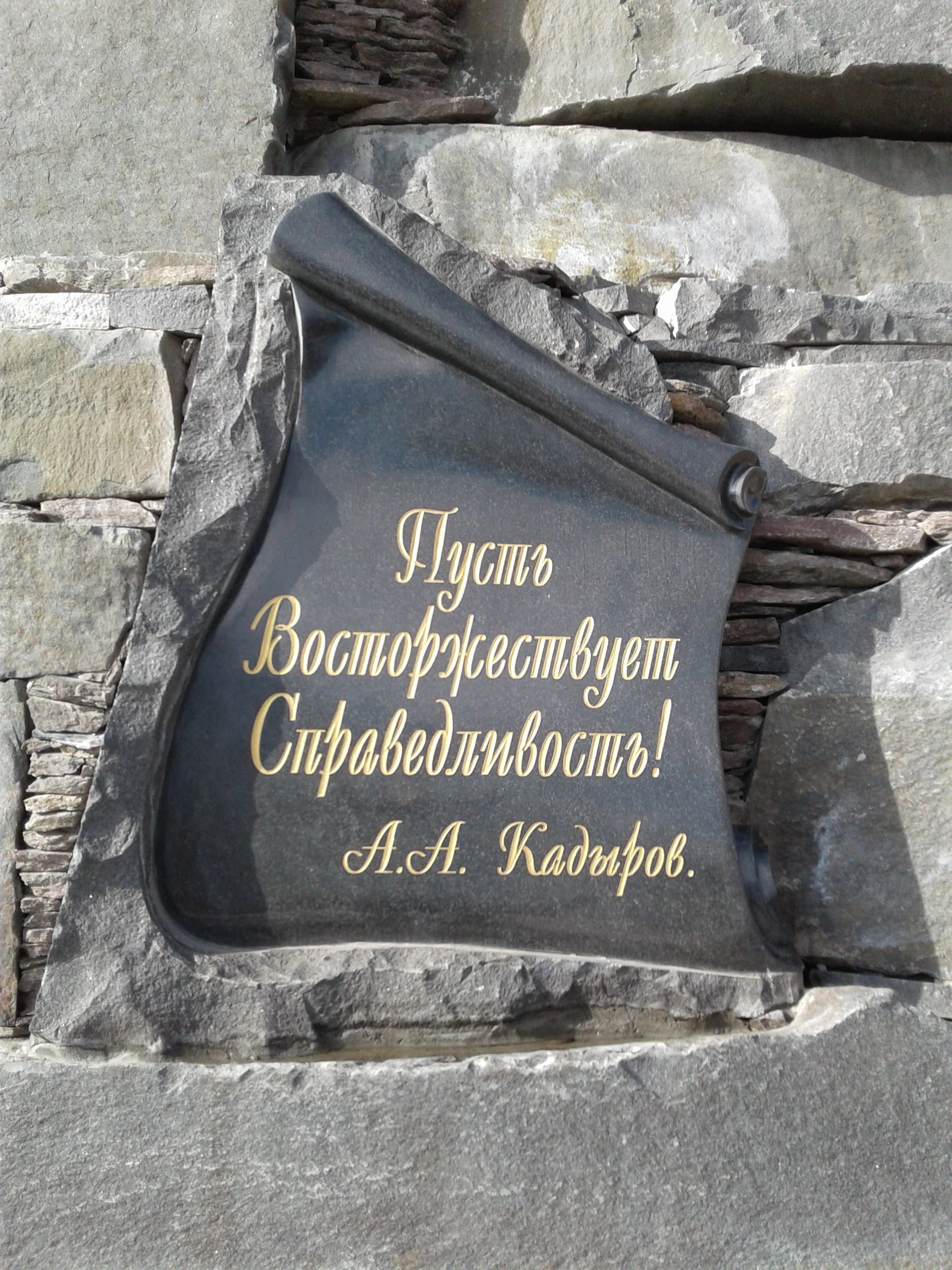
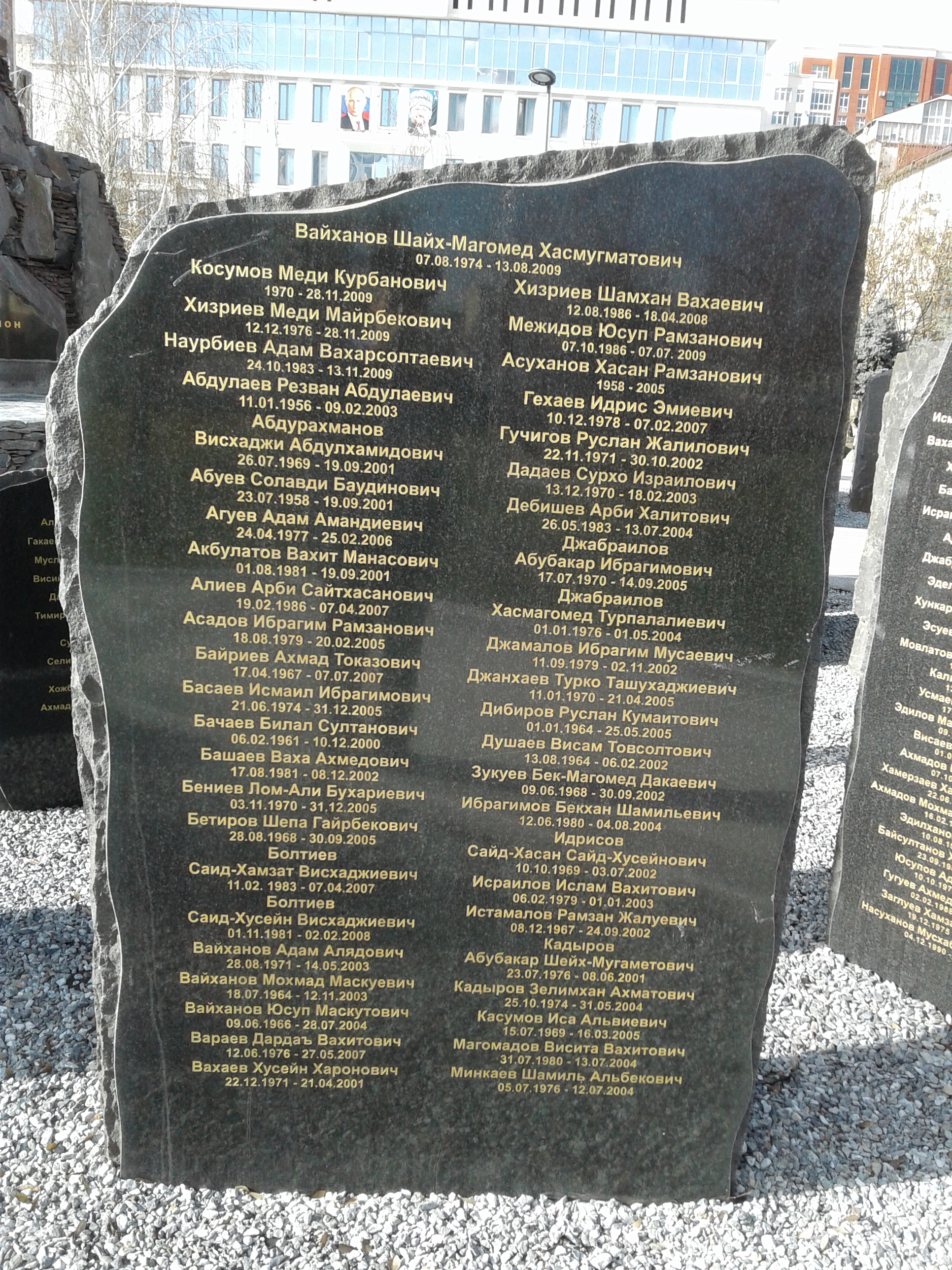
Один из камней мемориала.
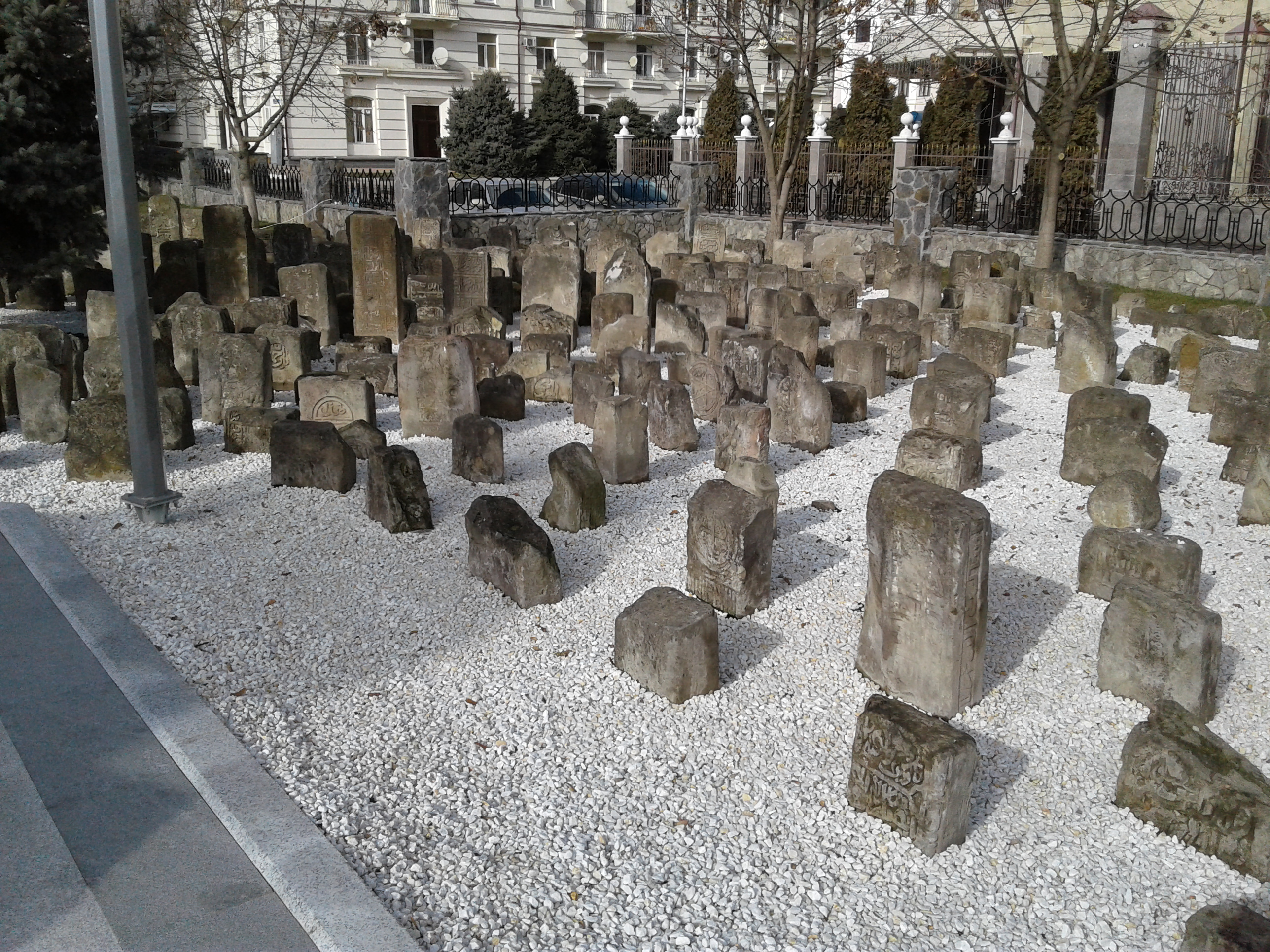
Надгробные камни, являющиеся частью мемориала.
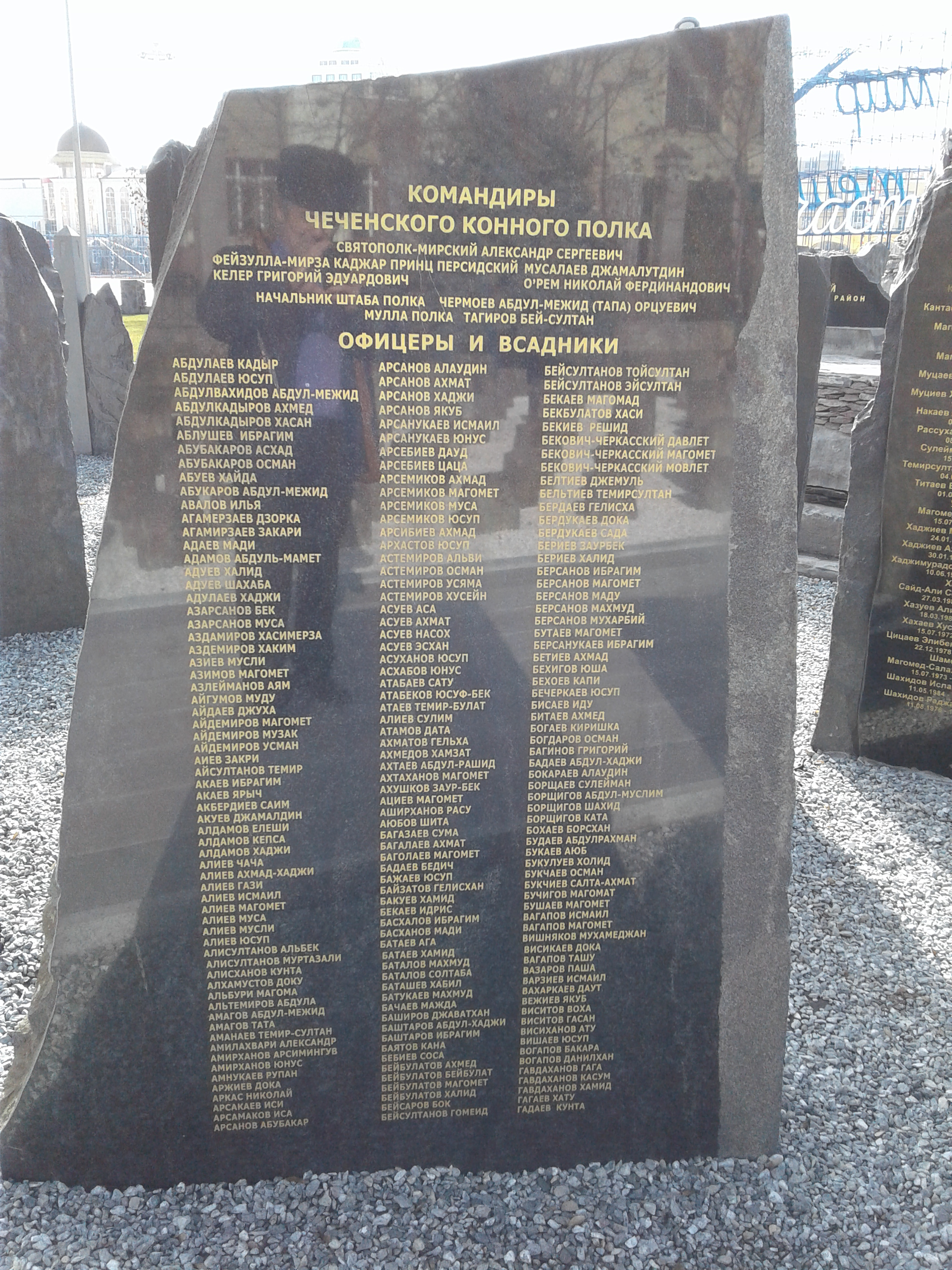
Один из камней с перечнем офицеров и всадников Чеченского конного полка.